# 東京ゼロハーツ
「東京ゼロハーツ」（とうきょうゼロハーツ）は、飛蘭の楽曲。19作目のシングルとして、2014年7月30日にLantisから発売された。

## 概要
前作「優しさの蕾」から約3か月ぶりに発売された2014年第2弾シングル。「東京ゼロハーツ」はテレビアニメ『東京ESP』オープニングテーマであり、作詞・作曲をElements Gardenの上松範康、編曲をElements Gardenの藤間仁が担当した。
「東京ゼロハーツ」は自身への応援歌でもあると感じており、自身のテーマソングとして「今後も大切に歌っていきたい」と語った。本曲が収録されている4作目のアルバム『-Zero Hearts-』のタイトルも本曲に由来している。

## 収録曲
| #  | タイトル                        | 作詞     | 作曲     | 編曲               |
| -- | ------------------------------- | -------- | -------- | ------------------ |
| 1. | 「東京ゼロハーツ」              | 上松範康 | 上松範康 | 藤間仁             |
| 2. | 「PEACEFUL DAYS」               | 飛蘭     | 高瀬一矢 | 高瀬一矢、尾崎武士 |
| 3. | 「東京ゼロハーツ（off vocal）」 |          |          |                    |
| 4. | 「PEACEFUL DAYS（off vocal）」  |          |          |                    |

## 収録アルバム
- -Zero Hearts-（#1）